# NGC 216
NGC 216 est une galaxie lenticulaire (barrée ?) vue par la tranche et située dans la constellation de la Baleine. NGC 216 a été découverte par l'astronome germano-britannique William Herschel en 1784.

## Caractéristiques
Sa vitesse par rapport au fond diffus cosmologique est de 1 242 ± 22 km/s, ce qui correspond à une distance de Hubble de 18,3 ± 1,3 Mpc (∼59,7 millions d'al).
À ce jour, sept mesures non basées sur le décalage vers le rouge (redshift) donnent une distance de 16,571 ± 3,476 Mpc (∼54 millions d'al), ce qui est  à l'intérieur des valeurs de la distance de Hubble. 
NGC 216 présente une large raie HI.